# Cytoplazma

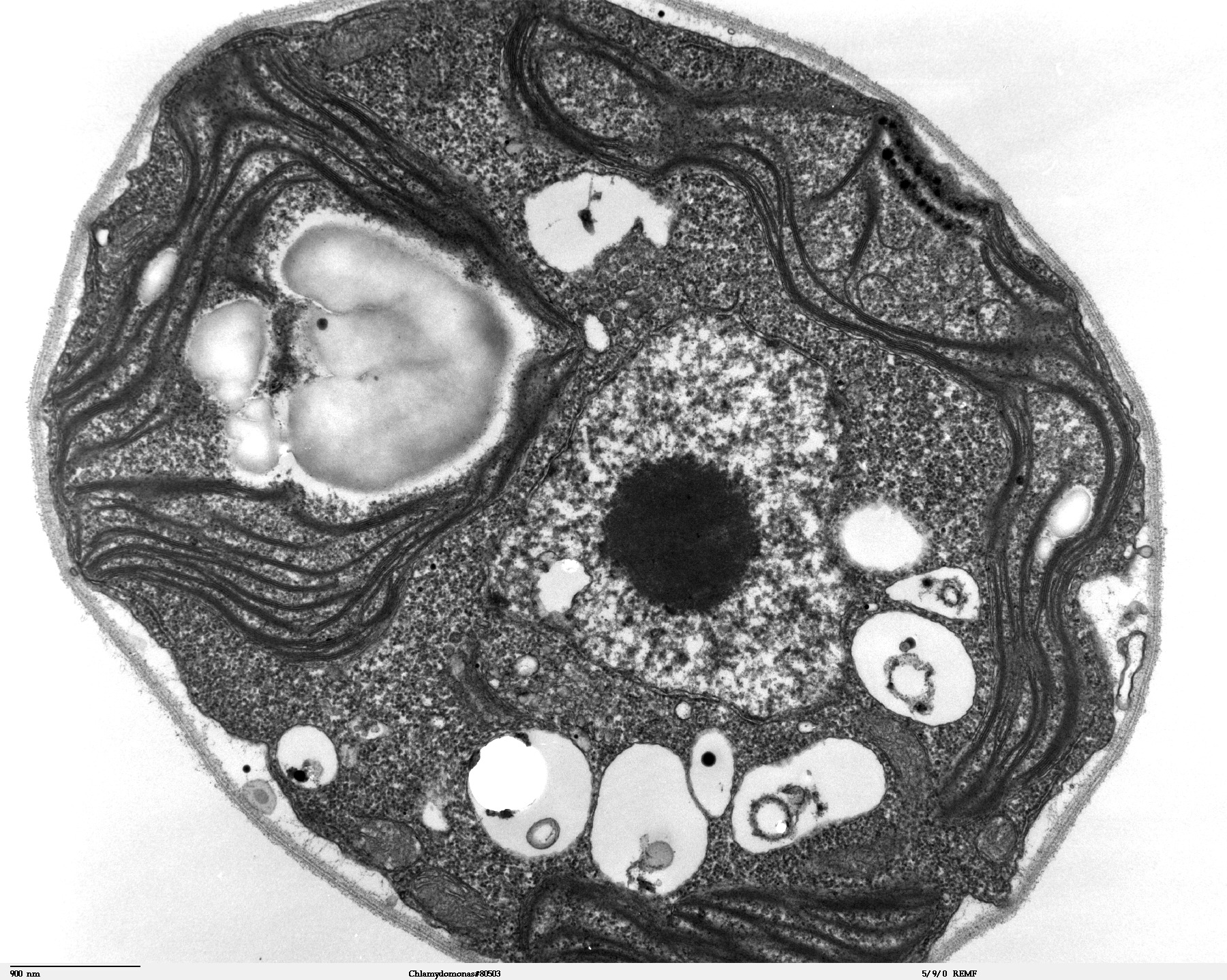
Řez buňkou řasy Chlamydomonas; cytoplazma je vše vyjma jádra uprostřed

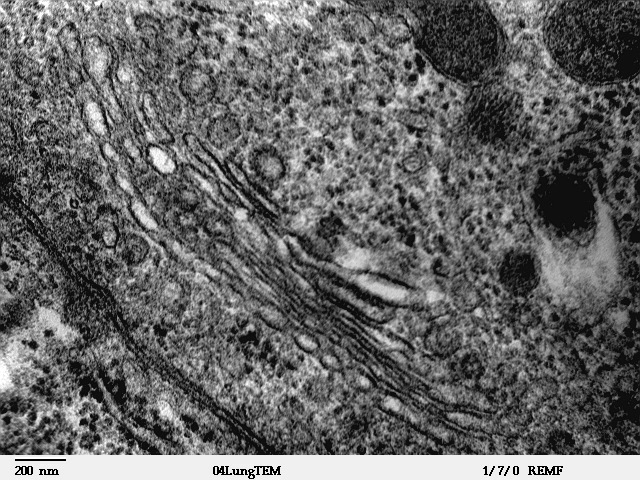
Na tomto snímku z elektronového mikroskopu je patrné, jak je cytoplazma vyplněna rozmanitými strukturami a membránami – zde konkrétně oblast Golgiho aparátu

Cytoplazma je označení pro veškerý obsah buňky obklopený cytoplazmatickou membránou, s výjimkou jádra. Jedná se o tekuté prostředí buňky zahrnující buněčné organely a další buněčné struktury. Termín stojí jaksi v protipólu k materiálu uvnitř jádra, který se označuje jako karyoplazma. Někteří autoři však do cytoplazmy nezahrnují ani semiautonomní organely – mitochondrie a chloroplasty. Nadřazeným termínem je protoplazma, veškerý buněčný obsah.

## Struktura
Cytoplazma se skládá ze 75–80 % z vody. V ní jsou rozpuštěny či rozptýleny různé anorganické molekuly, enzymy, molekuly představující stavební prvky buněčných struktur, zásobní molekuly atd. Tvoří prostředí pro některé důležité chemické reakce v buňce (u prokaryotické prakticky pro všechny, u eukaryotické jen pro některé (např. glykolýza). Samotná tekutá složka cytoplazmy neobsažená v organelách se nazývá cytosol.
Cytoplazma nepředstavuje homogenní emulzi. V různých místech buňky lze nalézt cytoplazmu lišící se hustotou, viskozitou, přítomnými rozpuštěnými látkami i typy organel nebo buněčných struktur. Buňka (zejména eukaryotická) také může vyvolávat a ovlivňovat proudění cytoplazmy, a využívat ji tak k urychlení transportu látek a struktur.
Cytoplazma některých buněk, především améb, se rozlišuje na méně viskózní vnější vrstvu, tzv. ektoplazmu, která tvoří lem kolem celé buňky nebo buněčných výběžků, a hustší, viskóznější a granulární endoplazmu.